# Chase Blackwell
Chase Blackwell (Longmont, 27 febbraio 1999) è uno snowboarder statunitense, specializzato nell'halfpipe.

## Biografia
Specializzato nell'halfpipe e attivo in gare FIS dal marzo 2013, Blackwell ha debuttato in Coppa del Mondo il 24 gennaio 2016, giungendo 22º a Mammoth Mountain e ha ottenuto il suo primo podio il 4 febbraio 2023 nella stessa località, chiudendo 3º nella gara vinta dal giapponese Ruka Hirano.
In carriera non ha mai preso parte rassegne olimpiche, mentre ha gareggiato in tre rassegne iridate.

## Palmarès

### Mondiali juniores
- 2 medaglie:
  - 2 bronzi (halfpipe a Yabuli 2015; halfpipe Laax 2017)

### Coppa del Mondo
- Miglior piazzamento nella classifica generale di freestyle: 12º nel 2020
- Miglior piazzamento nella Coppa del Mondo di halfpipe: 6º nel 2021
- 1 podio:
  - 1 terzo posto